# آن أغيري
آن أغيري (بالإنجليزية: Ann Aguirre)‏ (27 أغسطس 1970 في الولايات المتحدة)؛ كاتِبة وروائية أمريكية.